# رنتسو گارلاسکلی
رنتسو گارلاسکلی (ایتالیایی: Renzo Garlaschelli؛ ‏تلفظ در ایتالیایی: [ˈrɛntso]؛ ‏ زادهٔ ۲۹ مارس ۱۹۵۰) بازیکن فوتبال اهل ایتالیا است.
از باشگاه‌هایی که در آن بازی کرده‌است می‌توان به باشگاه فوتبال کومو و باشگاه ورزشی لاتزیو اشاره کرد.